# 17086 Ruima
17086 Ruima è un asteroide della fascia principale. Scoperto nel 1999, presenta un'orbita caratterizzata da un semiasse maggiore pari a 2,3946839 UA e da un'eccentricità di 0,1467395, inclinata di 1,73881° rispetto all'eclittica.